# اخلاق سرزمین
اخلاق سرزمین (به انگلیسی: Land ethic)، یک فلسفه یا چارچوب نظری دربارهٔ این است که انسان‌ها از نظر اخلاقی چگونه باید به زمین نگاه کنند. این اصطلاح توسط آلدو لئوپولد (۱۸۸۷–۱۹۴۸) در سالنامه شهرستان سند (۱۹۴۹)، متن کلاسیک جنبش زیست‌محیطی ابداع شد. او در آنجا استدلال می‌کند که نیاز اساسی به یک «اخلاق جدید» وجود دارد، «اخلاقی که به رابطه انسان با سرزمین و جانوران و گیاهانی که در آن می‌رویند» می‌پردازد.